# Charles Galloway (Organist)

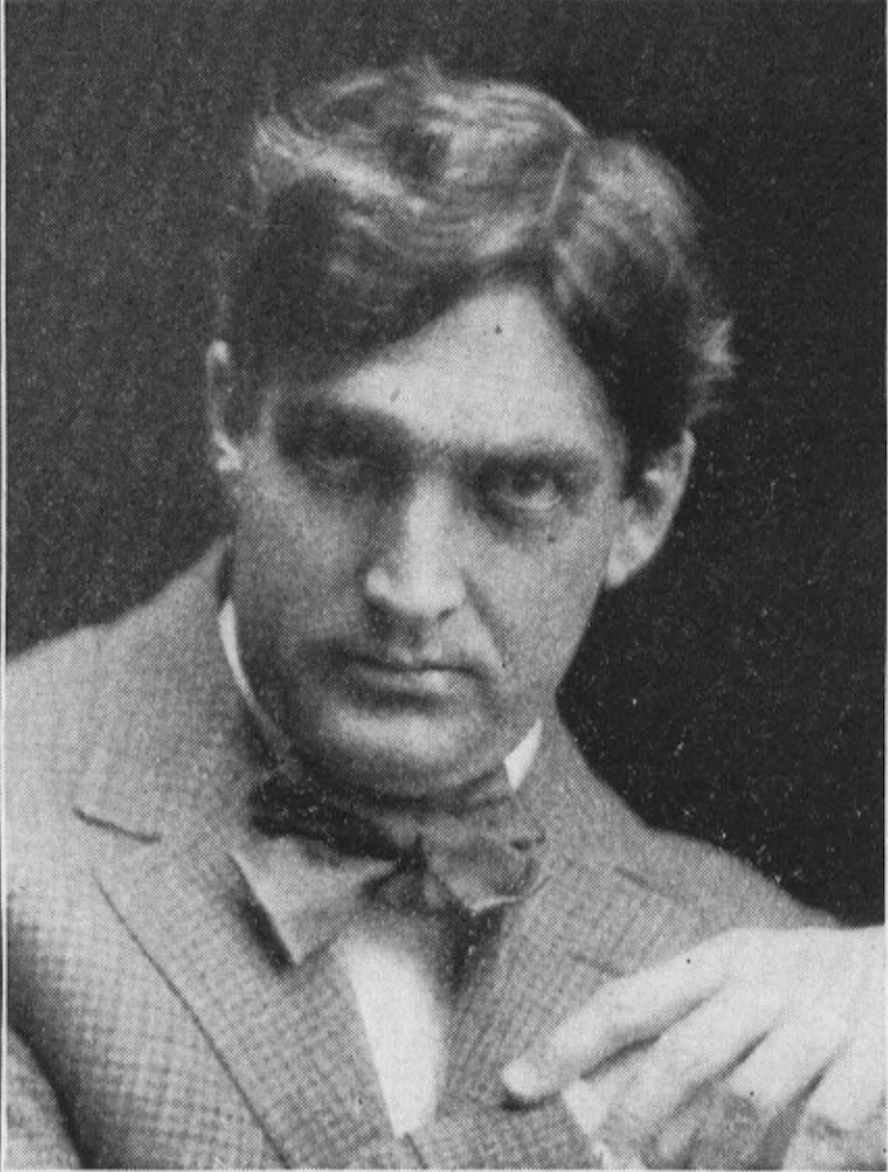
Charles Galloway (1910)

Charles Galloway (* 21. Dezember 1871; † 9. März 1931 in St. Louis) war ein US-amerikanischer Organist und Musikpädagoge.

## Leben und Werk
Galloway begann im Alter von neuen Jahren Orgel zu spielen. Nach dem Besuch der Smith's Academy studierte er in Paris Orgel bei
Alexandre Guilmant, der ihm später seine Siebente Orgelsonate widmete. Auch Louis Vierne, Organist an Notre Dame de Paris, und
Joseph Bonnet widmeten ihm Werke.
Nach seiner Rückkehr in die USA wurde er Organist und Chorleiter an der Saint Peter's Episcopal Church in St. Louis. Von 1909 bis 1932
leitete er den Apollo Club der Graham Chapel, etwa ebenso lange den Morning Choral Club. Außerdem war er Organist und Musikdirektor der Washington University in St. Louis und unterrichtete dort Orgel und Musiktheorie.
Als Konzertorganist bereiste Galloway die ganzen USA. 1904 war er offizieller Organist der Weltausstellung in seiner Heimatstadt und spielte deren Eröffnungskonzert. 
Galloway starb am 9. März 1931 im Alter von 59 Jahren während der Probe zu einem Konzert an der Washington University an einem Herzanfall und wurde auf dem Bellefontaine Cemetery in St. Louis beigesetzt.